# クフェ
クフェ （Couffé）は、フランス、ペイ・ド・ラ・ロワール地域圏、ロワール＝アトランティック県のコミューン。フランス革命までは、クフェはブルターニュのカトリック教区に属し、歴史的なブルターニュの地方であるペイ・ナンテの一部であった。

## 地理

県におけるクフェの位置

アンスニの9km北西、ナントの北東35kmに位置する。
1999年のINSEEが作成した順位表によれば、クフェは都市圏に含まれる農村型コミューンで、ナント都市空間に含まれ、ナント・サン・ナゼール都市圏の一部であった。
アルモリカ山塊の酸性土壌の上にクフェはあり、ボカージュの景観をもつ。このボカージュとは、本質的にカシやトネリコの木立である。ボカージュの景観は、アーヴル川谷とその支流ドノー川、タイエ川など複数の河川に起因する起伏による。
こうした深い谷は、手付かずの自然の風景や、豊かな動植物が住処とするモザイク状の生息地を与えている。アーヴル川谷は生態系や植物相を保存する自然地域と認識されている。ここはロワール川にあるナチュラ2000地域の範囲に含まれ、谷も加わっている。

## 由来
フランス国内にある他の地名同様、クフェとはガリア語の人名Cofiusに由来すると考えられている。Cofius は kufia（鉄兜の下）からきている。中世にこの kufia という用語は、コートの鎖部分またはヘルメットの頭部を切り離した、皮膚や皮膚組織の一部を意味していた。フランス語にすると、この用語は学術的な用語でコワフ（Coiffe、帽子）となる。クフェの名はおそらく couffe（かご）からもきている。貨物の輸送に平坦な円形のかごが使われていたからである。
地元で使われるオイル語の一種、ガロ語では名前を Cófaé という。

## 歴史

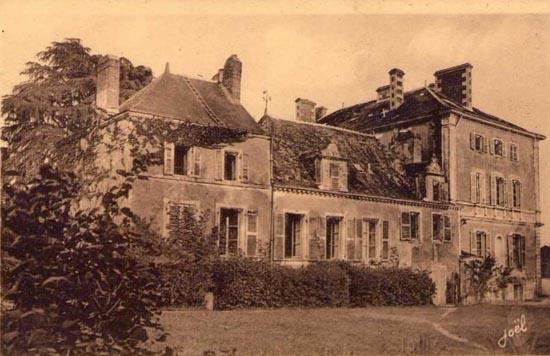
20世紀初頭に撮影されたコントリー城

古代、ナントとアンジェをつなぐローマ人の道がクフェも通っていた。この道はおそらくクフェとウドンの境界となっていた。18世紀には、羊飼いが穴の中で6つの瓶と陶器を発見した。その中には3世紀の日付の入った銀や銅の硬貨がいくらか入っていた。
6世紀、初めて教会がル・キュールという場所に建設された。聖ピエールと聖ポールに捧げられた教会は、サン・ピエール・ド・クフェ教会と呼ばれた。16世紀、ラ・ロッシュ領主およびラ・コントリー家は、両者の土地の中間に村と教会を移動させることにした。これが現在のクフェの町の始まりである。
サン・サンフォリアン礼拝堂は町で最も古い建物の一つで、15世紀にさかのぼることができる。この建物は、ハンセン病患者の共同体のために修道士たちによってつくられた。礼拝堂は10世紀からあるというシュヴェを持つ。

## 人口統計
| 1962年 | 1968年 | 1975年 | 1982年 | 1990年 | 1999年 | 2006年 | 2012年 |
| ------ | ------ | ------ | ------ | ------ | ------ | ------ | ------ |
| 1267   | 1318   | 1262   | 1469   | 1805   | 1790   | 2137   | 2330   |

source=1999年までLdh/EHESS/Cassini、2004年以降INSEE

## ゆかりの人物
- フランソワ＝アタナーズ・ド・シャレット・ド・ラ・コントリー - ヴァンデの反乱におけるカトリック王党軍の指導者。クフェの生まれ。
- エイミー・ブラウン（fr:Amy Brown） - ベリー公シャルルの愛妾。ラ・コントリー城で死去。
- シャルル・アタナーズ・マリー・ド・シャレット・ド・ラ・コントリー（fr） - フランソワ・ド・シャレットの甥。軍人、フランス貴族。ラ・コントリー城で死去。
- アタナーズ・ド・シャレット・ド・ラ・コントリー（fr） - シャルル・アタナーズの子。軍人。教皇領のズアーブ兵部隊に所属。

## 姉妹都市
- ボゲル、ドイツ
- ウェロー、イギリス
- テスカニ、ルーマニア
- グルコヴォ、ブルガリア